# アヴェ・マリア (映画)
『アヴェ・マリア』（原題: Mad About Music）は、1938年2月1日にアメリカ合衆国で公開されたミュージカル映画。

## あらすじ
スイスの学校に通う少女。そこで彼女が理想に描いていた父親像にぴったりのイギリス人指揮者と出会ったことから巻き起こす騒動を描いている。

## スタッフ
- 監督：ノーマン・タウログ
- 制作：ジョー・パスターナク
- 脚本：マルセラ・バーク、フレデリック・コーナー、フェーリクス・ジョンソン、ブルース・マニング

## キャスト
- ディアナ・ダービン：グロリア・ハーキンソン
- ハーバート・マーシャル：リチャード・トッド/ハーキンソン氏
- ゲイル・パトリック：グウェン・テイラー
- アーサー・トリーチャー：トリップス
- ウィリアム・フローリー：ダスティ・ターナー
- マーシャ・メイ・ジョーンズ：オルガ
- ヘレン・パー リッシュ：フェリス
- ジャッキー・モラン：トミー
- エリザベス・リスドン：アネット
- ナナ・ブライアント：ルイーズ
- クリスチャン・ルブ：ピエール

## 挿入曲日本語カバー
- ポリドール2747（1939年3月新譜）
  - 若原春江「口笛吹いて（I Love to Whistle）」（作曲：ジミー・マクヒュー）
  - 関種子「星のセレナーデ（A Serenade to the Stars）」（作曲：ジミー・マクヒュー）
- コロムビア30202 （1939年5月新譜）
  - 奥山彩子「口笛吹いて（I Love to Whistle）」
  - （カップリングは中野忠晴「チャイナ・タンゴ」）